# AIDA (tiếp thị)
AIDA là một từ viết tắt của chú ý (Attention hay Awareness), quan tâm (Interest), mong muốn (Desire) và hành động (Action). Mô hình AIDA được sử dụng rộng rãi trong tiếp thị và quảng cáo để mô tả các bước hoặc giai đoạn xảy ra từ thời điểm người tiêu dùng nhận thức được sản phẩm hoặc thương hiệu trước khi người tiêu dùng dùng thử sản phẩm hoặc đưa ra quyết định mua hàng. Do nhiều người tiêu dùng nhận thức được thương hiệu thông qua quảng cáo hoặc truyền thông tiếp thị, mô hình AIDA giúp giải thích cách quảng cáo hoặc thông điệp truyền thông tiếp thị tham gia và liên quan đến người tiêu dùng trong lựa chọn thương hiệu. Về bản chất, mô hình AIDA đề xuất rằng thông điệp quảng cáo cần phải hoàn thành một số nhiệm vụ để di chuyển người tiêu dùng thông qua một loạt các bước liên tục từ nhận thức về thương hiệu đến hành động (mua và tiêu thụ).
Mô hình AIDA là một trong những mô hình phục vụ dài nhất được sử dụng trong quảng cáo, đã được phát triển vào cuối thế kỷ XIX. Kể từ lần xuất hiện đầu tiên trong tài liệu tiếp thị và quảng cáo, mô hình đã được sửa đổi và mở rộng để giải thích cho sự ra đời của các nền tảng truyền thông và truyền thông quảng cáo mới. Một số mô hình thay thế được sửa đổi đang được sử dụng. Trong suốt 100 năm qua, mô hình đã trải qua nhiều cải tiến và mở rộng, như vậy ngày nay có nhiều biến thể trong lưu thông. Do đó, mô hình AIDA đơn giản bây giờ là một trong một lớp mô hình, được gọi chung là các mô hình phân cấp hoặc phân cấp các mô hình hiệu ứng.

## Mô hình AIDA

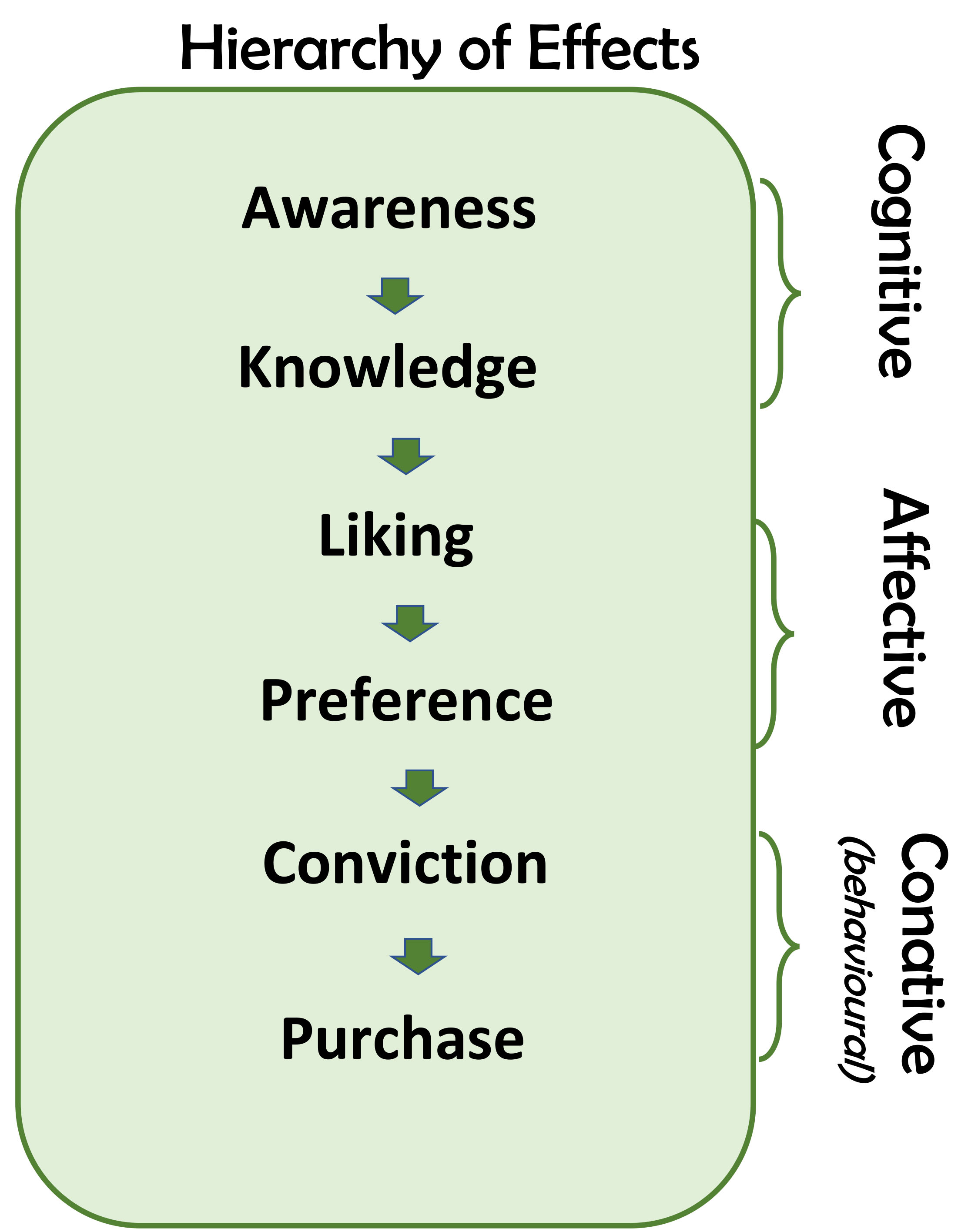
Phân cấp tổng quát của chuỗi hiệu ứng

Mô hình AIDA chỉ là một trong các mô hình được gọi là  các mô hình phân cấp của hiệu ứng hoặc mô hình phân cấp, tất cả đều ngụ ý rằng người tiêu dùng di chuyển qua một loạt các bước hoặc giai đoạn khi họ đưa ra quyết định mua hàng. Các mô hình này là mô hình tuyến tính, tuần tự được xây dựng trên giả định rằng người tiêu dùng di chuyển qua một loạt các giai đoạn nhận thức (cảm giác) và cảm xúc (cảm giác) lên đến đỉnh điểm trong giai đoạn hành vi (ví dụ: mua hàng hoặc dùng thử).
Các bước do mô hình AIDA đề xuất như sau:
- Chú ý - Người tiêu dùng biết được danh mục, sản phẩm hoặc thương hiệu (thường thông qua quảng cáo)

↓
- Thích - Người tiêu dùng trở nên quan tâm bằng cách tìm hiểu về lợi ích thương hiệu và cách thương hiệu phù hợp với lối sống

↓
- Mong muốn - Người tiêu dùng phát triển một định hướng thuận lợi đối với thương hiệu.

↓
- Hành động - Người tiêu dùng hình thành ý định mua hàng, cửa hàng xung quanh, tham gia thử nghiệm hoặc mua hàng

Chủ đề chung trong tất cả các mô hình phân cấp là quảng cáo hoạt động như một kích thích (S) và quyết định mua hàng là một phản ứng (R). Nói cách khác, mô hình AIDA là một mô hình phản ứng kích thích ứng dụng. Một số mô hình phân cấp có thể được tìm thấy trong tài liệu bao gồm hệ thống phân cấp hiệu ứng của Lavidge, DAGMAR và các biến thể của AIDA. Mô hình phân cấp đã thống trị lý thuyết quảng cáo, và, trong số các mô hình này, mô hình AIDA là một trong những mô hình được áp dụng rộng rãi nhất.
Khi người tiêu dùng di chuyển qua hệ thống phân cấp các hiệu ứng mà họ vượt qua cả giai đoạn xử lý nhận thức và giai đoạn xử lý cảm xúc trước khi bất kỳ hành động nào xảy ra. Do đó, hệ thống phân cấp của các mô hình hiệu ứng đều bao gồm Nhận thức (C) - Ảnh hưởng (A) - Hành vi (B) là các bước cốt lõi trong chuỗi hành vi cơ bản. Một số văn bản đề cập đến trình tự này là các mô hình Học tập → Cảm giác → Làm hoặc C-A-B (nhận thức-tác động-hành vi).
Nhận thức (Nhận thức / học tập) → Ảnh hưởng (Cảm giác / sở thích / mong muốn) → Hành vi (Hành động ví dụ: mua / dùng thử / tiêu thụ / sử dụng / chia sẻ thông tin) 

Kênh mua hàng minh họa số lượng người mua tiềm năng tương đối theo thời gian

Mô hình AIDA cơ bản là một trong những mô hình phân cấp phục vụ dài nhất, đã được sử dụng trong hơn một thế kỷ. Sử dụng hệ thống phân cấp, chẳng hạn như AIDA, cho nhà tiếp thị sự hiểu biết chi tiết về cách đối tượng mục tiêu thay đổi theo thời gian và cung cấp thông tin chi tiết về loại thông điệp quảng cáo nào có khả năng hiệu quả hơn ở các thời điểm khác nhau. Di chuyển từ bước này sang bước khác, tổng số khách hàng tiềm năng giảm dần. Hiện tượng này đôi khi được mô tả là "phễu mua hàng". Một số lượng lớn người mua tiềm năng nhận thức được một sản phẩm hoặc thương hiệu, sau đó một tập con nhỏ hơn trở nên quan tâm, chỉ với một tỷ lệ tương đối nhỏ chuyển sang mua thực tế. Hiệu ứng này còn được gọi là "phễu khách hàng", "phễu tiếp thị" hoặc "phễu bán hàng." 
Mô hình này cũng được sử dụng rộng rãi trong bán hàng và quảng cáo. Theo mô hình ban đầu, "các bước được thực hiện bởi người bán ở từng giai đoạn như sau:
Giai đoạn I. Chú ý an toàn.
Giai đoạn II. Giữ sự chú ý qua sở thích.
Giai đoạn III. Khơi dậy ham muốn.
Giai đoạn IV. Tạo niềm tin và niềm tin.
Giai đoạn V. Quyết định và hành động an toàn.
Giai đoạn VI. Tạo sự hài lòng."

### Phê bình
Sự thiếu hụt chính của mô hình AIDA và các mô hình phân cấp khác là sự vắng mặt của các hiệu ứng sau khi mua như sự hài lòng, tiêu thụ, hành vi bảo trợ lặp lại và các ý định hành vi sau khi mua khác như giới thiệu hoặc tham gia vào quá trình chuẩn bị đánh giá sản phẩm trực tuyến. Các phê bình khác bao gồm sự phụ thuộc của mô hình vào một bản chất tuyến tính, trình tự phân cấp. Trong các nghiên cứu thực nghiệm, mô hình đã được tìm thấy là một yếu tố dự báo yếu kém về hành vi của người tiêu dùng thực tế. Ngoài ra, một đánh giá mở rộng của các tài liệu xung quanh hiệu ứng quảng cáo, thực hiện bởi Vakratsas và Ambler tìm thấy ít hỗ trợ thực nghiệm cho các mô hình phân cấp.
Một chỉ trích quan trọng khác về các mô hình phân cấp bao gồm sự phụ thuộc của chúng vào khái niệm về một quá trình phản hồi tuyến tính, phân cấp . Thật vậy, một số nghiên cứu cho thấy rằng người tiêu dùng xử lý thông tin quảng cáo thông qua các con đường kép, cụ thể là cả nhận thức (suy nghĩ) và cảm giác (cảm giác) đồng thời. Thông tin chi tiết này đã dẫn đến sự phát triển của một lớp mô hình thay thế, được gọi là mô hình tích hợp. 

### Biến thể
Để khắc phục một số thiếu sót của mô hình, một số mô hình phân cấp hiện đại đã sửa đổi hoặc mở rộng mô hình AIDA cơ bản. Một số trong số này bao gồm các giai đoạn mua bài đăng, trong khi các biến thể khác có tính năng thích ứng được thiết kế để phù hợp với vai trò của phương tiện truyền thông mới, kỹ thuật số và tương tác, bao gồm truyền thông xã hội và cộng đồng thương hiệu. Tuy nhiên, tất cả đều tuân theo trình tự cơ bản bao gồm Nhận thức- Ảnh hưởng- Hành vi.
Các biến thể được chọn của AIDA:
Mô hình AIDA cơ bản: Nhận thức → Sở thích → Mong muốn → Hành động 
Phân cấp hiệu ứng của Lavidge và cộng sự: Nhận thức → Kiến thức → Thích → Ưu tiên → Thuyết phục → Mua hàng 
Mô hình của McGuire: Trình bày → Chú ý → Hiểu → Năng suất → Duy trì → Hành vi.
Mô hình AIDA đã sửa đổi: Nhận thức → Sở thích → Thuyết phục → Mong muốn → Hành động (mua hoặc tiêu thụ) 
Mô hình AIDAS: Chú ý → Sở thích → Mong muốn → Hành động → Sự hài lòng 
Mô hình AISDALSLove: Nhận thức → Sở thích → Tìm kiếm → Mong muốn → Hành động → Thích / không thích → Chia sẻ → Yêu thích / Ghét